# フアン・マヌエル・ガラテ
フアン・マヌエル・ガラテ・セパ（Juan Manuel Gárate Cepa、1976年4月24日 - ）は、スペイン、バスク地方ギプスコア県イルン出身の自転車競技（ロードレース）選手。ラボバンク所属。

## 来歴
2006年のジロ・デ・イタリア（以下、ジロ）において山岳賞を獲得したことがある、クライマータイプの選手。
2000年、ランプレと契約を結んでプロ転向。
2001年
- ジロ・デ・イタリア初出場を果たし総合20位。
- ブエルタ・ア・エスパーニャ・第14ステージを勝利。

2002年
- ジロ・デル・トレンティーノ 区間1勝（第3）。
- ジロ・デ・イタリア総合4位と健闘。
- ツール・ド・スイス 区間1勝（第7）。

2004年
- ジロ・デ・イタリア総合10位。

2005年、サウニエル・ドゥバルに移籍
- 国内選手権・個人ロードを制覇。
- ツール・ド・フランス初出場を果たしている（総合66位）。

2006年、クイックステップに移籍
- ジロ・デ・イタリアで山岳賞を獲得した他、第19ステージを制覇。総合でも7位に食いこんだ。

2007年
- クラシカ・サン・セバスティアン2位。

2008年
- パリ～ニース総合6位。
- ツール・ド・ロマンディ総合7位。
- ブエルタ・ア・エスパーニャ総合15位。

2009年、ラボバンクに移籍した。
- モン・ヴァントゥがゴールとなった、ツール・ド・フランス第20ステージにおいて、トニー・マルティンを残りあと1km付近で振り切って制覇。
- 2014年までラボバンク及び後継チームに所属して引退した。
- 2017年よりキャノンデール・ドラパック・プロサイクリング・チームのアシスタント・スポーツディレクターに就任し、その後も一貫して後継チームで同職を務めている。